# Cardamine variabilis
Cardamine variabilis är en korsblommig växtart som beskrevs av Rodolfo Amando Philippi. Cardamine variabilis ingår i släktet bräsmor, och familjen korsblommiga växter. Inga underarter finns listade i Catalogue of Life.